# Strógonivka
Strógonivka (en (ucraïnès): Строгонівка, en rus: Строгоновка) és un poble de la República Autònoma de Crimea, a Ucraïna, que el 2021 tenia 4.402 habitants. Pertany al districte de Simferòpol.